# چاه رحمان لار
چاه رحمان لار روستایی در دهستان حرمک بخش مرکزی شهرستان زاهدان استان سیستان و بلوچستان ایران است.

## جمعیت
بر پایه سرشماری عمومی نفوس و مسکن در سال ۱۳۹۵ جمعیت این روستا ۶۱۴ نفر (۱۳۹خانوار) بوده‌است.